# Linha 3 do VLT Carioca
A Linha 3: Central ↔ Santos Dumont é uma das linhas do VLT Carioca. Encontra-se em operação desde outubro de 2019.
Possui um total de 10 paradas, todas de superfície, sendo seis compartilhadas com a Linha 1 (entre Candelária e Santos Dumont), duas compartilhadas com a Linha 2 (Central e Cristiano Ottoni/Pequena África) e mais duas paradas exclusivas, Camerino/Rosas Negras e Santa Rita/Pretos Novos.
O nome das paradas da linha foi alterado para homenagear movimentos de afrodescendentes e monumentos históricos ligados à cultura africana ao longo do trajeto, além de ter apenas as referências geográficas: "Cristiano Ottoni/Pequena África" faz menção ao nome da praça onde a estação está situada e a área do Centro do Rio de Janeiro onde existem os principais locais de apreço à cultura e herança africana; "Camerino/Rosas Negras" faz menção à rua Camerino e ao movimento de mulheres contra a escravidão e a favor dos direitos dos negros no fim do século XIX e início do século XX; "Santa Rita/Pretos Novos", por último, faz menção a uma igreja da região e uma homenagem ao cemitério de escravos descoberto durante as obras da linha.
O trecho entrou em testes no fim de novembro de 2018, mas problemas entre a prefeitura do Rio de Janeiro e a concessonária operadora do VLT não permitiram que a linha entrasse efetivamente em funcionamento, a nova previsão sendo fevereiro de 2019. Finalmente, a linha foi aberta para a população em 26 de outubro de 2019.

## Paradas
As estações da linha 3 entre Cristiano Otoni/Pequena África e Santa Rita/Pretos Novos estavam prontas desde 2018, porém foram inauguradas e abertas ao público somente em 2019.

### Central → Santos Dumont
| Nº | Nome                            | Inauguração           | Bairro | Integração                                                      | Posição    | Latitude      | Longitude     |
| -- | ------------------------------- | --------------------- | ------ | --------------------------------------------------------------- | ---------- | ------------- | ------------- |
| 1  | Central                         | 21 de outubro de 2017 | Centro | Estação de Metrô · Estação de Trem Urbano · Terminal rodoviário | Superfície | 22° 54' 10" S | 43° 11' 34" O |
| 2  | Cristiano Ottoni/Pequena África | 26 de outubro de 2019 | Centro | Estação de Metrô · Estação de Trem Urbano                       | Superfície | 22° 54' 11" S | 43° 11' 26" O |
| 3  | Camerino/Rosas Negras           | 26 de outubro de 2019 | Centro | Estação de Metrô                                                | Superfície | 22° 54' 08" S | 43° 11' 08" O |
| 4  | Santa Rita/Pretos Novos         | 26 de outubro de 2019 | Centro | —                                                               | Superfície | 22° 54' 02" S | 43° 10' 55" O |
| 5  | Candelária                      | 5 de junho de 2016    | Centro | —                                                               | Superfície | 22° 54' 06" S | 43° 10' 43" O |
| 6  | Sete de Setembro                | 5 de junho de 2016    | Centro | —                                                               | Superfície | 22° 54' 19" S | 43° 10' 38" O |
| 7  | Carioca                         | 5 de junho de 2016    | Centro | Estação de Metrô                                                | Superfície | 22° 54' 27" S | 43° 10' 35" O |
| 8  | Cinelândia                      | 5 de junho de 2016    | Centro | Estação de Metrô                                                | Superfície | 22° 54' 40" S | 43° 10' 30" O |
| 9  | Antônio Carlos                  | 5 de junho de 2016    | Centro | —                                                               | Superfície | 22° 54' 40" S | 43° 10' 19" O |
| 10 | Santos Dumont                   | 5 de junho de 2016    | Centro | Aeroporto                                                       | Superfície | 22° 54' 44" S | 43° 10' 03" O |

### Santos Dumont → Central
| Nº | Nome                            | Inauguração           | Distrito | Integração                                                      | Posição    | Latitude      | Longitude     |
| -- | ------------------------------- | --------------------- | -------- | --------------------------------------------------------------- | ---------- | ------------- | ------------- |
| 1  | Santos Dumont                   | 5 de junho de 2016    | Centro   | Aeroporto                                                       | Superfície | 22° 54' 44" S | 43° 10' 03" O |
| 2  | Antônio Carlos                  | 5 de junho de 2016    | Centro   | —                                                               | Superfície | 22° 54' 40" S | 43° 10' 19" O |
| 3  | Cinelândia                      | 5 de junho de 2016    | Centro   | Estação de Metrô                                                | Superfície | 22° 54' 40" S | 43° 10' 30" O |
| 4  | Carioca                         | 5 de junho de 2016    | Centro   | Estação de Metrô                                                | Superfície | 22° 54' 27" S | 43° 10' 35" O |
| 5  | Sete de Setembro                | 5 de junho de 2016    | Centro   | —                                                               | Superfície | 22° 54' 19" S | 43° 10' 38" O |
| 6  | Candelária                      | 5 de junho de 2016    | Centro   | —                                                               | Superfície | 22° 54' 06" S | 43° 10' 43" O |
| 7  | Santa Rita/Pretos Novos         | 26 de outubro de 2019 | Centro   | —                                                               | Superfície | 22° 54' 02" S | 43° 10' 55" O |
| 8  | Camerino/Rosas Negras           | 26 de outubro de 2019 | Centro   | Estação de Metrô                                                | Superfície | 22° 54' 08" S | 43° 11' 08" O |
| 9  | Cristiano Ottoni/Pequena África | 26 de outubro de 2019 | Centro   | Estação de Metrô · Estação de Trem Urbano                       | Superfície | 22° 54' 11" S | 43° 11' 26" O |
| 10 | Central                         | 21 de outubro de 2017 | Centro   | Estação de Metrô · Estação de Trem Urbano · Terminal rodoviário | Superfície | 22° 54' 10" S | 43° 11' 34" O |